# Красимир Стефанов (финансист)
Вижте пояснителната страница за други личности с името Красимир Стефанов.
Красимир Неделчев Стефанов (род. 29 април 1971 в Харманли) е български финансист и политик от партия ГЕРБ.
Завършва гимназия в родния си град (1989) и специалност „Стопанско управление и администрация“ в Университета за национално и световно стопанство в София (1995).
Влиза в системата на данъчната администрация през 1996 г. като данъчен инспектор в Данъчно подразделение „Илинден“ към Териториална данъчна дирекция (ТДД) София-град. Прехвърлен (1998) е в ТДД „Големи данъкоплатци“ и там става началник на отдел „Ревизии“ през 2000 г.
По-късно е заместник изпълнителен директор на Националната агенция за приходите (НАП), като отговаря за оперативната дейност на агенцията. Назначен е за изпълнителен директор на НАП с решение на Министерския съвет от 16 февруари 2009 г. на мястото на освободената Мария Мургина.
Влиза в политиката през 2013 година, като участва в парламентарните избори в листата на ГЕРБ в Хасковския избирателен район. Избран е за народен представител в XLII народно събрание. Става независим депутат от 17 февруари 2014 година. Напуска парламента на 24 юли същата година, малко преди разпускането му за предсрочни парламентарни избори.